# Lijst van burgemeesters van Jacobswoude
Dit is een lijst van burgemeesters van de voormalige Nederlandse gemeente Jacobswoude in de provincie Zuid-Holland sinds haar oprichting in 1991. De gemeente Jacobswoude is per 1 januari 2009 opgeheven en opgegaan in de nieuwe gemeente Kaag en Braassem.
| Ambtsperiode                       | Naam burgemeester           | Partij of stroming | Bijzonderheden |
| ---------------------------------- | --------------------------- | ------------------ | -------------- |
| 1 januari 1991 - 31 maart 1992     | Dick (D.) Brouwer de Koning | CDA                |                |
| 1 oktober 1992 - 1 april 2003      | Willem (W.J.F.M.) van Beek  | CDA                |                |
| 15 april 2003 - 15 april 2004      | Jan (J.R.) Andel            | CDA                | waarnemend     |
| 15 april 2004 - 1 december 2004    | An (A.C) Hommes             | VVD                | waarnemend     |
| 1 december 2004 - 31 december 2008 | Maria (M.) Wiebosch-Steeman | GL                 |                |